# Проодефтікі
Проодефтікі (грец. Προοδευτική — Прогресивна), повна назва Проодефтікі Неолая (грец. Προοδευτική Νεολαία — Прогресивна молодь) — грецький футбольний клуб з муніципалітету Корідаллос, передмістя Пірея. Заснований 1927 року. Домашній стадіон — муніципальний стадіон Корідаллоса. Основні клубні кольори — коричневий та білий.
У сезоні 2006—2007 року команда вперше за 80-річну історію клубу потрапила до третього національного дивізіону Гамма Етнікі, а через банкрутство власників — до Дельта Етнікі.

## Відомі гравці
Греція
- Панайотіс Ікономопулос
- Діонісіос Хіотіс
- Дімітріос Елефтеропулос
- Констас Франзескос
- Сотіріс Леонтіу
- Вангеліс Морас
- Анастасіос Пантос

Інші країни
- Фото Стракоша
- Олівер Макор
- Олег Протасов